# Rosenkranz-Basilika (Chiquinquirá)

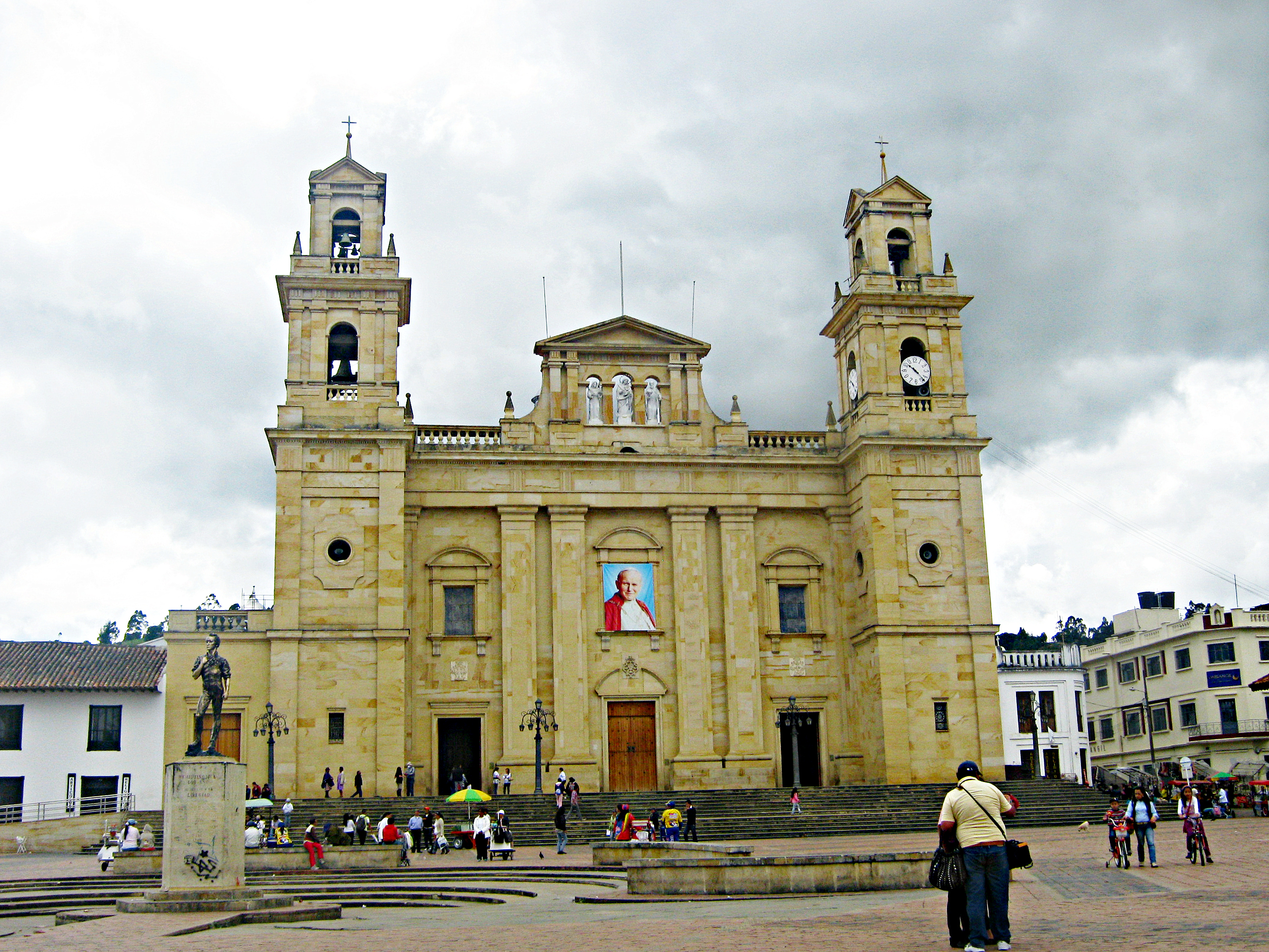
Fassade der Basilika

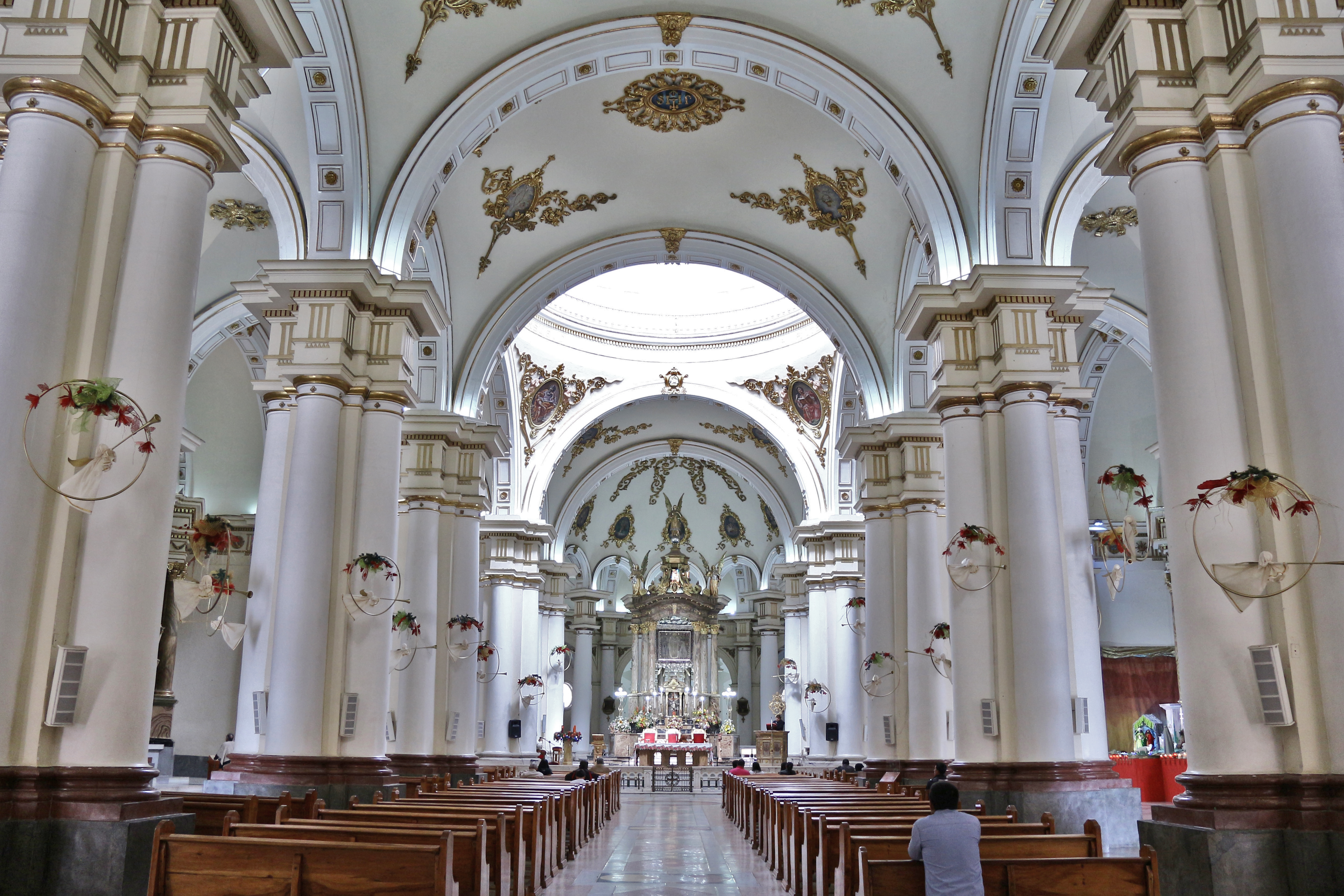
Innenraum der Basilika

Die Basilika Unserer Lieben Frau vom Rosenkranz von Chiquinquirá (spanisch Basílica de Nuestra Señora del Rosario de Chiquinquirá) ist eine römisch-katholische Kirche und ein Nationalheiligtum in Chiquinquirá, Kolumbien. Die Wallfahrtskirche im Bistum Chiquinquirá steht als Marienheiligtum unter dem Patrozinium Unserer Lieben Frau vom Rosenkranz als Schutzpatronin von Kolumbien und trägt den Titel einer Basilica minor.

## Geschichte
1588 legte der Erzbischof Luis Zapata de Cardenas den Grundstein für die erste Kirche Unserer Lieben Frau. Dabei war der Präsident des Vizekönigreichs Neugranada Antonio González anwesend. Dieses Bauwerk aus Stein und Ziegeln sollte 150 Meter lang und 38 Meter breit werden. Bei der Ankunft der Dominikaner 1636 war die Kirche noch im Bau, das Dach sollte zweimal einstürzen. 
Unter dem spanischen Kapuziner Domingo de Petrés begann 1795 an anderer Stelle ein Neubau. Petrés war bereits der Architekt der Kathedrale der Unbefleckten Empfängnis in  Bogotá und der Kathedrale von Zipaquirá. Er leitete die Bauarbeiten bis zu seinem Tod 1811. Die Kirche wurde 1823 durch Bischof Merida Lasso de la Vega geweiht, erhielt am 18. August 1927 durch Papst Pius XI. den Titel Basilica minor und wurde am 3. Juli 1986 von Papst Johannes Paul II. besucht. Am 29. Juli 1967 wurde die Region Boyacá von einem starken Erdbeben getroffen, das die Kirche und viele Häuser zerstörte. Die Basilika wurde nach der Tragödie wieder aufgebaut.

## Beschreibung

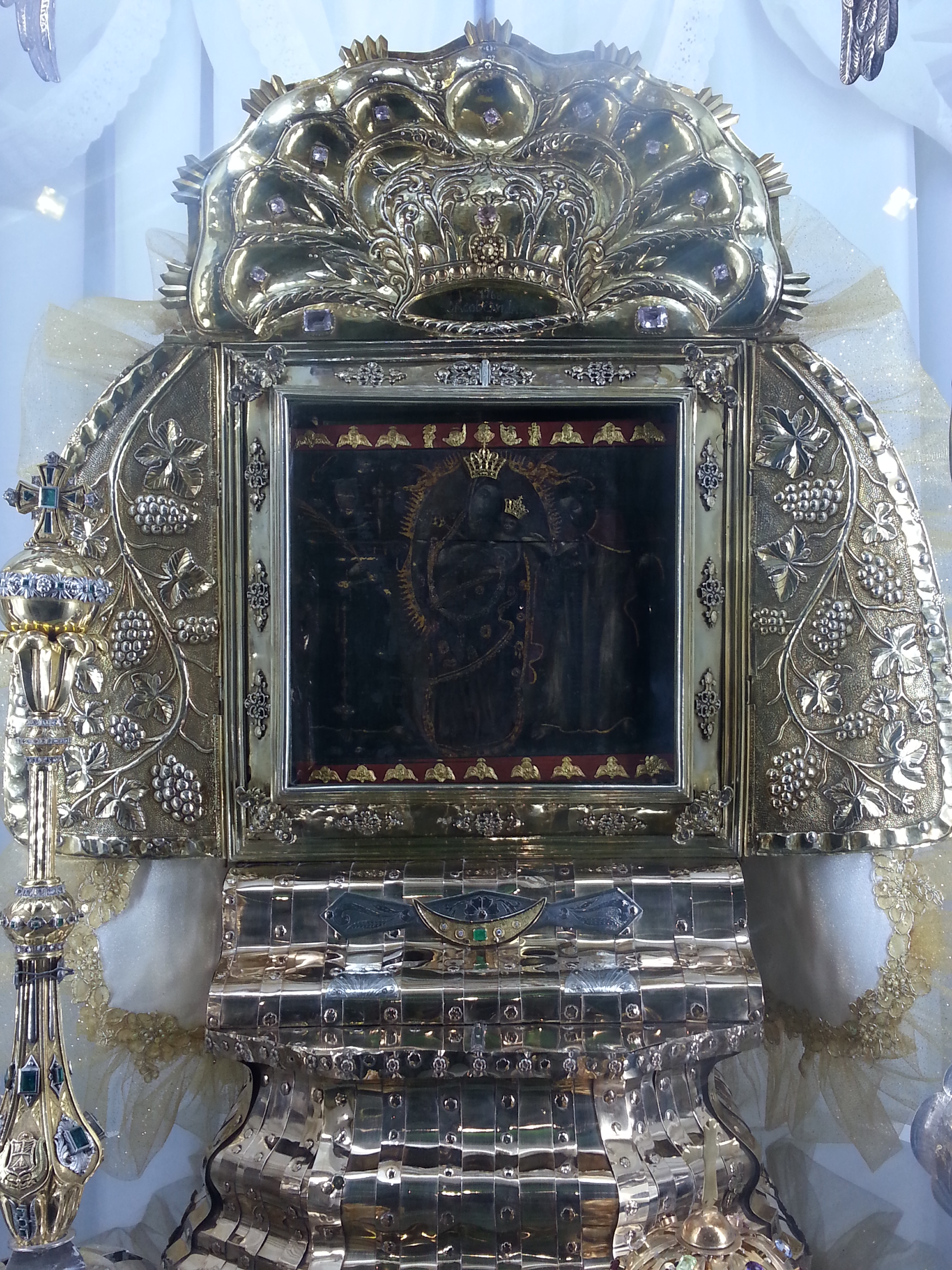
Gnadenbild der Jungfrau von Chiquinquirá

Die dreischiffige Basilika hat auf dem Grundriss eines lateinischen Kreuzes eine Fläche von 2800 Quadratmetern. Sie wird zum einen von einer runden Apsis mit einem großen Chorumgang und zum anderen von einer Doppelturmfassade abgeschlossen. Fünfzehn Kapellen umgeben die Schiffe und repräsentieren die Häuser des Rosenkranzes. Die Fassade ist dorisch gestaltet und misst eine Breite von 27 Metern. Außen stehen zwei Türme mit Höhen von 37 Metern. In der Mitte tragen vier Pilastern einen Giebel mit 20 Metern Höhe. Die Kuppel ist 25 Meter hoch und ist innen marienblau ausgestaltet.
Hinter dem Altar befindet sich das gefasste Originalbild unter dem  marianischer Titel Unsere Liebe Frau vom Rosenkranz von Chiquinquirá. Maria wird umgeben von Antonius von Padua und dem Apostel Andreas dargestellt. Dieses auf einem Baumwollträger gemalte Bild aus dem 16. Jahrhundert bildet das Zentrum der Marienverehrung. Es erfuhr nach einem Beschluss vom 9. Januar 1910 durch Papst Pius X. am 9. Juli 1919 eine kanonische Krönung. 1944 erhielt das Bild als Mutterkönigin Kolumbiens das goldene Zepter und kostbare Juwelen.